# František Háček
František Háček (7. února 1826 – 16. července 1910 Blovice) byl čtvrtým blovickým starostou v letech 1870–1879.
František Háček se narodil 7. února 1826. Absolvoval obecnou školu v Blovicích, přičemž dostal 29. září 1836 pochvalný list podepsaný majitelem hradišťského panství Hanušem Kolovratem. Poté se vyučil řemenářem a nastoupil na sedmiletou vojenskou službu, po které získal 15 hektarové hospodářství v Blovicích a stal se rolníkem.
Jeho manželkou byla Terezie, rozená Skalová ze Sedliště (1830 – 1919), se kterou měl čtyři syny: Františka (pekař v Praze), Josefa (sladovník), Vincence a Bohumila (rolník).
V roce 1870 byl František Háček zvolen starostou Blovic (místo doktora Čeňka Nováka) a o čtyři roky později stál u zrodu místní řemeslnicko-živnostenské besedy, jejímž prvním předsedou byl místní sládek Václav Zikmund. 5. května 1878 bylo Háčkovi městským zastupitelstvem uděleno čestné občanství města Blovice.
Během mandátu se však stále více ozývaly hlasy kritizující hospodaření města; z toho důvodu vznikla Strana pořádku za účelem výměny starosty. Proto již nebyl Háček po volbách v roce 1879 do funkce starosty zvolen a byl nahrazen Václavem Ebenstreitem ze Strany pořádku.
František Háček byl zaopatřen v roce 1908 a zemřel 16. července 1910 na marasmus ve věku 84 let.